# Amorica
Amorica es el tercer álbum de estudio de la banda estadounidense The Black Crowes. Fue lanzado a finales de 1994. El álbum fue vetado en algunas cadenas como Walmart y Kmart, debido al contenido sexual explícito de su carátula, la cual fue extraída de la portada de la revista Hustler de julio de 1976. Debido a estos inconvenientes, la imagen tuvo que ser cambiada. Amorica logró convertirse en disco de oro en los Estados Unidos, vendiendo más de 500 000 copias.

## Lista de canciones
Todas las canciones fueron escritas por Chris Robinson y Rich Robinson.
1. "Gone" – 5:08
2. "A Conspiracy" – 4:46
3. "High Head Blues" – 4:01
4. "Cursed Diamond" – 5:56
5. "Nonfiction" – 4:16
6. "She Gave Good Sunflower" – 5:48
7. "P.25 London" – 3:38
8. "Ballad in Urgency" – 5:39
9. "Wiser Time" – 5:33
10. "Downtown Money Waster" – 3:40
11. "Descending" – 5:42

## Personal
- Chris Robinson – voz
- Rich Robinson – guitarra
- Marc Ford – guitarra
- Eddie Harsch – teclados
- Johnny Colt – bajo
- Steve Gorman – batería